# Ханмагомедов, Сейидуллах Габибуллаевич
Сейидуллах Габибуллаевич Ханмагомедов (1941, с. Цудук, Хивский район, Дагестанская АССР, РСФСР, СССР) — советский и российский экономист, ректор Дагестанской государственной сельскохозяйственной академии (1999—2008).

## Биография
Сейидуллах Ханмагомедов родился в 1941 году в селении Цудук Хивского района Дагестанской АССР в семье колхозника. По национальности — табасаранец. В 1969 году он с отличием окончил экономический факультет Дагестанский государственный сельскохозяйственный институт. После окончания института с 1969 по 1972 годы работал ведущим специалистом в Министерстве сельского хозяйства Дагестанской АССР. С 1972 года работает в ДГСХИ. В 1977 году защитил кандидатскую работу на тему: «Экономика производства продукции овцеводства и повышение ее экономической эффективности: на примере колхозов горной зоны Дагестанской АССР». В 1999 году назначен ректором ДГСХА. В 2003 году стал доктором экономических наук, защитив докторскую диссертацию на тему: «Развитие овцепродуктового подкомплекса Республики Дагестан: Теория, методология, практика». В 2008 году на смену Ханмагомедова ректором ДГСХА был назначен Зайдин Магомедов.

## Награды и звания
- Заслуженный экономист Республики Дагестан;
- Почетный работник профессионального высшего образования.